# Lean on Me
"Lean on Me" är en sång skriven och framförd av Bill Withers. Han släppte den som singel år 1972. Sången är baserad på hans uppväxt i kolgruvestaden Slab Fork i West Virginia.

## Om sången
"Lean on Me" var Withers första och enda listetta på Billboardlistan. När tidskriften Rolling Stone gjorde listan 500 Greatest Songs of All Time, så hamnade låten på plats 205. 
Det har spelats in åtskilliga covers på låten, och det är en av endast nio låtar som hamnat etta på Billboard i två versioner av två olika artister. Den andra versionen som intog första platsen släpptes som singel av Club Nouveau år 1987. Deras version tilldelades en Grammy Award.

## Coverversioner
- Mud spelade in en cover år 1976.
- Al Jarreau spelade in den år 1985.
- Club Nouveau år 1987.
- DC Talk tolkade den år 1992.
- Året därpå tolkades den av Michael Bolton.
- År 1999 tolkades den av Bonnie Tyler, Anne Murray och The Temptations.

## Övriga versioner
- År 1989 spelade Big Daddy Kane in en hiphop-version av låten, speciellt för filmen Lean on Me. I filmen får man även höra The Winans tolka låten.
- Mitchel Musso spelade in en version speciellt för filmen Snow Buddies.
- Sången har tolkats i ett avsnitt av TV-serien Glee.
- Reggae-bandet UB40 fick stora framgångar med en cover på låten.

## Lean on Me i populärkulturen
- Låten användes till Dead Is Dead, som är en informationsfilm om droger.
- Avril Lavigne och Heart framförde en duett-versionen under välgörenhetsgalan 17h Race to Erase MS i maj 2010.
- Kid Rock, Sheryl Crow och Keith Urban framförde sången vid välgörenhetsgalan Hope for Haiti Now år 2010.
- Withers originalversion spelas under slutet av ett avsnitt av The Simpsons.